# Marie Adams
Pour les articles homonymes, voir Adams.
Marie Adams (de son vrai nom Ollie Marie Givens) est une chanteuse de rhythm and blues américaine, née à Linden, dans le Texas, le 19 octobre 1925, et décédée le 23 février 1998.

## Carrière
Marie Adams débute dans sa carrière à Houston. En 1951, elle se produit au Bronze Peacock Club, où elle est remarquée par Don Robey, propriétaire du club mais aussi du label, Peacock Records.
Fin 1951, elle enregistre I'm Gonna Play the Honky Tonk pour le label. Le disque se vend bien, y compris en dehors de la région de Houston. Don Robey présente Marie Adams comme une nouvelle Big Mama Thornton, valeur sûre de Peacock Records, par référence à la corpulence d’Adams. D'autres titres de jump blues suivent, tels que I'm Gonna Latch On.
Au milieu de la décennie, elle travaille avec l'orchestre de Johnny Otis. Sa carrière est relancée par sa participation, à partir de 1957, au « Johnny Otis Show » à la télévision dans un trio de chanteuses, les « Three Tons of Joy ». Le trio enregistre pour Capitol Records.
Dans la décennie suivante, Marie Adams enregistre quelques 45 tours pour des petits labels de Los Angeles. Sa dernière apparition est avec son trio lors d'une tournée mondiale avec Johnny Otis en 1972.